# Corts de Vila-real-València (1373-1374)
Les Corts de Vila-real-València de 1373-1374, Corts Generals del regne de València, foren convocades per Pere el Cerimoniós per a celebrar-se a Sant Mateu el 15 de juny de 1373, però foren endarrerides i canviades a Vila-real, on començaren el 26 de juliol; i presidides per l'infant Joan, finalitzaren a València el 6 de juliol de 1374. El rei les convoca per tal d'aconseguir un donatiu per a fer front als atacs del duc d'Anjou sobre el regne de Mallorca i els comtats del Rosselló i la Cerdanya.
S'aprova un donatiu de 50.000 florins d'Aragó (27.500 lliures valencianes), dels quals 28.000 florins (15.400 lliures) es recapten mitjançant el compartiment, i la resta, per les generalitats. El pagament, tant el compartiment com les generalitats, es realitza en dues anualitats, i la seva gestió va a càrrec de 6 diputats, dos per cada braç.
Item, com los batles, leuders eo altres officials de la ciutat e regne de Mallorques recusen observar als mercaders, ciutadans e vens de la ciutat de València, e dels lochs de la sua contribució de les cartes de franquea que han per tota la terra e senyoria del senyor rey, de tota leuda, peatge, pes, portatge, e altres vectigals, no contrastant que sobre açò per lo senyor rey sien stades fetes algunes provisions e specials e spresses manaments als governador, batle, leuders, e officials de la dita ciutat o regne de Mallorques. E açò sia gran dan e prejudici del ciutadans e veïns de la dita ciutat de València e contribució d'aquella. Per tal sia mercè de vos senyor manar per vostres letres sots certes e grans penes als governador, batle, leuders, peatgers e qualssevol officials de la ciutat e regne de Mallorques que la dita franquea sia, tenguen e observen als mercaders, ciutadans e veïns de la dita ciutat de València e dels lochs de la contribució d'aquella segons forma de les previsions e manaments del dit senyor rey. Plau al senyor duch que exhibuits los privilegis e provisions reals pretenses fer executòries bastants per conservació dels dits privileggis de franquea.
En aquestes Corts els tres braços conjuntament presenten 17 capítols de greuges i altres peticions, que tracten sobre les ingerències dels oficials reials en altres jurisdiccions (que no jutgen matèries pròpies dels jutges ordinaris, que no entren en senyorius perseguint malfactors sense comunicar-lo al senyor natural), sobre alguns oficials reials (que els notaris de la governació i la batllia facin jurament, que els comissaris de les usures actuen segons fur, que no siguin més de dos els fiscals del batlle general), abusos en el cobrament de taxes per part dels mateixos oficials (que no es redueixen els renglons per full en les escriptures, que no actuen porters i verguers, que en les execucions el notari no utilitzi un saig o porter, i que els subdelegats del governador no cobren per alguns viatges), sobre assumptes judicials (que els fiscals no siguin presents en les confessions dels acusats, que es revoquen les comissions contra les universitats sobre les imposicions, que es deixen als senyors la jurisdicció sobre el crim de collera), sobre la moneda (poder importar moneda castellana, i que es mantingui la llei en batre moneda), i contra les jurisdiccions especials (moneders). Aquest darrer i el permís per importar moneda castellana s'aproven temporalment, fins a les properes corts, i la reclamació sobre la jurisdicció del crim de collera es rebutja plenament, deixant-la en mans reials.
Per la seva part, el braç reial presenta 10 capítols, que tracten majorment de qüestions econòmiques que afecten els veïns de les poblacions reials (que no es puguin ajornar els deutes, que siguin observades a Mallorca les franqueses dels comerciants valencians, que es compleixi el termini de 7 anys per a cobrar el morabatí, que no es prenguin els béns dels nous convertits) o a les mateixes poblacions (que es mantingui l'impost sobre mercaderies establert en les corts de Sant Mateu-València de 1369-70, que no es pugui vendre béns a generosos amb frau per a evitar el pagament de la peita, i que els censals dels beneficis i aniversaris paguin la peita), sobre els oficials reials (que el lloctinent del governador ultra Uxó visca a Castelló i que en les inquisicions els oficials compleixin els furs), o sobre la prohibició de caçar coloms.